# Sony Entertainment Television
Sony Entertainment Television (abbreviato SET) è un canale televisivo a pagamento di intrattenimento in lingua hindi, lanciato il 30 settembre 1995 e di proprietà di Sony Pictures Networks India, sussidiaria della giapponese Sony.
SET gestisce un canale indiano su YouTube che, con un totale di 178 milioni di iscritti e 170,5 miliardi di visualizzazioni al 18 ottobre 2024, è il quarto canale YouTube con più iscritti al mondo, e il terzo con più visualizzazioni

## Storia
La rete televisiva è stata lanciata nel novembre 1995 e ha iniziato a mandare in onda serie drammatiche e reality show. Fino al 2003 trasmetteva anche programmi di Disney Channel, film Disney o programmi indiani come CID e Crime Patrol. Nel 2006 Sony ha realizzato un adattamento del famoso reality show Big Brother, chiamato Bigg Boss. Ha anche realizzato Fear Factor India, adattamento del reality statunitense Fear Factor, poi spostati su Colors TV.
Il logo del canale è diventato verde nel 2001 e viola nel 2016.
Una versione internazionale, precedentemente nota come Sony Entertainment Television Asia, è stata lanciata l'8 ottobre 1998, con sede nel Regno Unito. Ha un grande seguito tra i paesi dell'Asia meridionale e alcune regioni hanno una propria programmazione. È disponibile in diversi Paesi e regioni, tra cui Hong Kong, Singapore, Corea del Sud, Australia, Canada, Europa, Figi, Guyana, Mauritius, Medio Oriente, Nuova Zelanda, Pakistan, Sudafrica, Suriname, Trinidad e Tobago, il Regno Unito e Stati Uniti.

## SonyLIV
Nel gennaio 2013 la rete ha lanciato in India un servizio di streaming chiamato SonyLIV, che fornisce accesso a contenuti dei canali di Sony Entertainment Network, tra cui film e programmi televisivi in hindi e in inglese. Il servizio è stato poi rinominato SonyLIV 2.0.